# Dicranomyia sternolobatoides
Dicranomyia sternolobatoides är en tvåvingeart. Dicranomyia sternolobatoides ingår i släktet Dicranomyia och familjen småharkrankar.

## Underarter
Arten delas in i följande underarter:
- D. s. almorae
- D. s. sternolobatoides